# خیمی سیرا
خیمی سیرا (انگلیسی: Jaime Sierra؛ زادهٔ ۱۸ مارس ۱۹۹۸) بازیکن فوتبال اهل اسپانیا است.
از باشگاه‌هایی که در آن بازی کرده‌است می‌توان به باشگاه فوتبال لگانس اشاره کرد.